# ويس غرين
ويس غرين (بالإنجليزية: Wes Green)‏ هو لاعب اللاكروس أمريكي، ولد في 6 مارس 1982 في أديلايد في أستراليا.